# Grgica Kovač
Grgica Kovač (Split, 5. lipnja 1966.), hrvatski nogometaš, odigrao je za Hajduk 118 utakmica i postigao 18 golova, ali svega 1 u 53 prvenstvena nastupa. Prvi nastup ima protiv Vardara u Splitu 12. 6. 1988. što je završilo s 0:0. Odigrao je i 14 utakmica za kup i postigao 2 gola, te 15 golova u 48 prijateljskih utakmica.
Grgica karijeru započinje u Hajduku iz kojega odlazi 1991. i obilazi nekoliko klubova da bi se ponovno vratio 1997 i sljedeće godine opet napustio Hajduk. Karijeru je završio u Marsoniji iz Slavonskog Broda 2003 godine.
Najviše prvenstvenih golova postigao je u varaždinskom Varteksu ukupno 13. u koji se nekoliko puta vraćao iz različitih klubova. Nastupao je i trenirao s velikim Zinedineom Zidanom. Trenutačno je trener Solina.
Statistika u Hajduku
| Natjecanje        | Nastupi | Zgoditci |
| ----------------- | ------- | -------- |
| Prvenstvo         | 53      | 1        |
| Kup               | 14      | 2        |
| Superkup          | 0       | 0        |
| Međunarodne       | 3       | 0        |
| Splitski podsavez | 0       | 0        |
| Ukupno            | 70      | 3        |
| Prijateljske      | 48      | 15       |
| Sveukupno         | 118     | 18       |